# Westchester County
Westchester County je okres ve státě New York ve Spojených státech amerických. K roku 2010 zde žilo 949 113 obyvatel. Správním městem okresu je White Plains. Celková rozloha okresu činí 1 295 km².